# Взводний

Стандартне умовне позначення взводу в системі НАТО

Взводний або команди́р взво́ду, історично чотови́й, чота́р — посадова особа молодшого офіцерського складу (іноді прапорщики, старші прапорщики, фельдфебелі тощо) Збройних Сил більшості країн, яка здійснює командування взводом — підрозділом, що налічує, як правило, від двох до чотирьох відділень, у кількості від 9 до 50 осіб. Чисельність особового складу роти залежить від країни, виду Збройних сил, роду військ та його функціонального призначення. Входить до складу роти (батареї) (також може бути й окремим).

## Історія

Відзнака четаря УГА

### Четар УСС
Як відомо, першою українською військовою формацією в XX ст. став Легіон Українських січових стрільців (УСС), створений у складі Австро-угорської цісарсько-королівської армії в серпні 1914 р. В легіоні старшинські звання січових стрільців були українськими відповідниками офіцерській старшині в австрійської армії. На чолі полку стояв полковник, що відповідає цісарсько-королівському оберштові, на чолі батальйонів, які у нас називаються куренями, стоять курінні отамани, що відповідають цісарсько-королівським майорам, на чолі компаній (рос. — рота), по нашому — сотні, стоять сотники, а під ними субальтерні офіцери: старший четар і четар.

Відзнака чотового УПА на однострої

Відзнаки ступенів Легіону УСС спочатку не відрізнялися від прийнятих в австро-угорській армії. Їх розміщували на петлицях синього кольору. На категорію і ступінь військовослужбовця вказували кількість шестикутних зірочок, матеріал, з якого їх виготовляли, наявність на петлицях галуна, його тип. Зірочки підофіцерів були целулоїдні, білого кольору. Петлиці четаря не мали галуна, а була тільки одна зірка вишита сріблом.

### Четар УГА
Державний Секретаріат Військових Справ (ДСВС) на чолі з полковником Дмитром Вітовським з перших днів військового будівництва запровадив схвалені Національною Радою старшинські звання, серед яких — четар. Термін служби у званні, після якого надавалося право на підвищення у період війни, становив: для четаря — 2 роки. За особливі заслуги на фронті наступне військове звання надавалося достроково. Право присвоювати старшинські звання четаря було у повноваженні командирів частин і Окружних військових команд. Як показали дослідження, у Галицькій Армії, командантами куренів були — поручник або четар.
Відзнаки ступенів розміщували на рукавах мундира і плаща. Четар відносився до сотенної старшини. І відповідно до XLVI розпоряду носили відзнаки у вигляді золотих смужок (6 мм завширшки і 120 мм завдовжки) з розетками на кінцях: хорунжий — одну смужку. 

### Чотовий УПА
В УПА діяла система функційних та старшинських ступенів. Згідно з нею чотовий — це командир чоти, яка в свою чергу складалась із кількох роїв. Посада чотового була функційною відзнакою, тобто керувати чотою могла особа як і з вищим так і з нижчим ступенем.

## Командир взводу Збройних Сил України
Військове звання командира взводу у Збройних силах України — прапорщик, старший прапорщик, молодший лейтенант, лейтенант або старший лейтенант.
Командир взводу в мирний і воєнний час відповідає за бойову готовність взводу та успішне виконання ним бойових завдань, за бойову підготовку, виховання, військову дисципліну, морально-психологічний стан особового складу, за збереження і стан озброєння, боєприпасів, техніки та майна взводу, за підтримання внутрішнього порядку у взводі.
Командир взводу підпорядковується командирові роти (батареї) і є прямим начальником усього особового складу взводу.